# David Wolf (Eishockeyspieler)
David Wolf (* 15. September 1989 in Düsseldorf) ist ein ehemaliger deutscher Eishockeyspieler, der im Verlauf seiner aktiven Karriere zwischen 2005 und 2025 unter anderem 700 Spiele für die Hannover Scorpions, Hamburg Freezers und Adler Mannheim in der Deutschen Eishockey Liga (DEL) auf der Position des Stürmers bestritten hat. Mit den Adler Mannheim Wurde Wolf, der die Spielertypen des Enforcers und der Pest verkörperte, zweimal Deutscher Meister. Darüber hinaus war er kurzzeitig für die Calgary Flames in der National Hockey League (NHL) aktiv. Sein Vater Manfred war ebenfalls Eishockeyspieler.

## Karriere
David Wolf begann seine Karriere im Sportinternat Mannheim in der Saison 2005/06 bei den Jungadler Mannheim in der Deutschen Nachwuchsliga (DNL), mit denen er im Jahr 2006 DNL-Meister und 2007 DNL-Vizemeister wurde. Durch die Kooperation der Adler Mannheim mit den Heilbronner Falken durfte Wolf 2007 ein Spiel in der 2. Bundesliga absolvieren. Im Jahr 2007 verpflichtete ihn der ETC Crimmitschau, für die er bis zur Saison 2008/09 insgesamt 90 Pflichtspiele in der 2. Bundesliga bestritt. Für die Spielzeit 2009/10 wechselte der Sohn des früheren Eishockeyspielers und ETC-Trainers Manfred Wolf in die Deutsche Eishockey Liga (DEL) zu den Hannover Scorpions und wurde dort ebenfalls mit einer Förderlizenz für den REV Bremerhaven ausgestattet. Im Jahr 2010 wurde er mit den Scorpions Deutscher Meister.

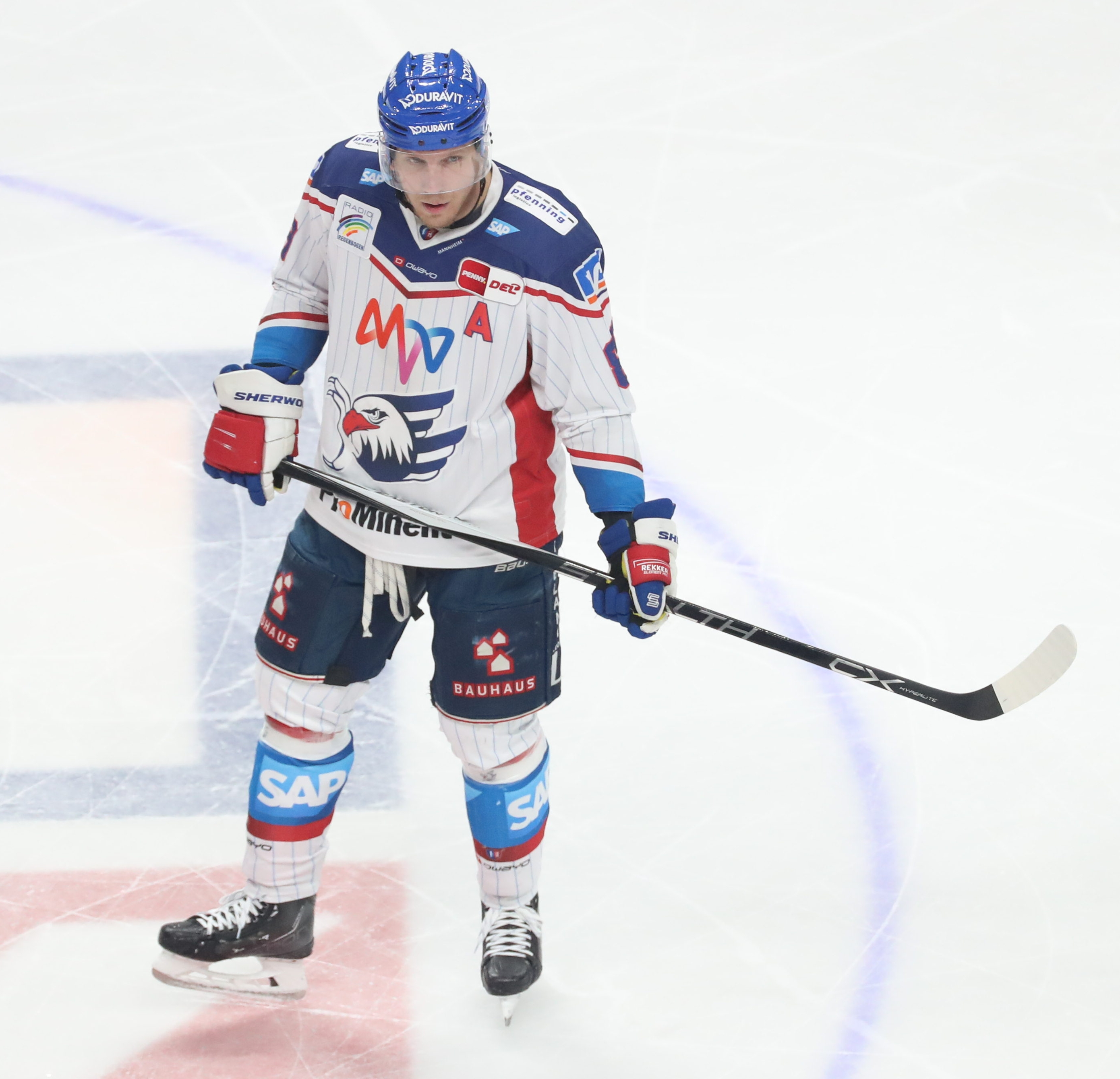
Wolf im Trikot der Adler Mannheim (2022)

Zur Saison 2011/12 wechselte Wolf zu den Hamburg Freezers und verbrachte dort zunächst zwei Spielzeiten. Am 12. Mai 2014 unterschrieb der Stürmer einen Einjahresvertrag bei den Calgary Flames aus der National Hockey League (NHL). Im Rahmen der Saisonvorbereitung wurde er an die Adirondack Flames, das damalige Farmteam, aus der American Hockey League (AHL) abgegeben. Im Januar 2015 wurde er erstmals ins NHL-Aufgebot berufen und kam so am 31. Januar 2015 zu seinem Debüt in der NHL. Es folgten drei weitere Einsätze, darunter ein Spiel in den Stanley-Cup-Playoffs 2015 gegen die Anaheim Ducks. Obwohl ihm eine Vertragsverlängerung angeboten wurde, entschied sich Wolf für eine Rückkehr in die DEL zu den Hamburg Freezers, wo er noch einen Kontrakt bis zum Sommer 2018 besaß.
Nach der Saison 2015/16 wechselte er jedoch zu den Adler Mannheim zurück, für deren Jugendmannschaften er einst auf dem Eis stand. Er erhielt einen Siebenjahresvertrag. Im Gegenzug ging Martin Buchwieser von Mannheim nach Hamburg. In der Saison 2018/19 konnte Wolf seinen zweiten Meistertitel nach 2010 erringen, als seine Mannschaft den Titelverteidiger EHC Red Bull München durch einen 4:1-Seriensieg im Finale bezwang. Am 9. Januar 2020 erzielte er in einem Heimspiel gegen die Fischtown Pinguins Bremerhaven zum ersten Mal vier Tore in einem DEL-Spiel. Insgesamt spielte Wolf acht Jahre in Mannheim, ehe er den Klub nach der Saison 2023/24 verließ. Im Anschluss an seine Zeit in Mannheim blieb der Stürmer bis Mitte Januar 2025 vereinslos, ehe ihn die Kassel Huskies aus der DEL2 bis zum Ende der Spielzeit 2024/25 verpflichteten. Nachdem er mit den Huskies den Aufstieg in die DEL verpasst hatte, beendete der 35-Jährige im Mai 2025 seine aktive Karriere.

### International
Auf internationaler Ebene vertrat Wolf sein Heimatland bei der U18-Junioren-Weltmeisterschaft 2007 sowie der U20-Junioren-Weltmeisterschaft 2009.
Für die A-Nationalmannschaft kam der Stürmer erstmals bei der Qualifikation für die Olympischen Winterspiele 2014 zu einem bedeutenden Einsatz. Aufgrund einer Sperre und dem zwischenzeitlichen Wechsel nach Nordamerika kehrte er erst im Rahmen der Qualifikation für die Olympischen Winterspiele 2018 auf dauerhafter Basis in den DEB-Kader zurück. Nach der erfolgreichen Qualifikation für die Olympischen Winterspiele 2018 absolvierte Wolf in der Folge die Heim-Weltmeisterschaft 2017, bei der Deutschland das Viertelfinale erreichte. Beim olympischen Eishockeyturnier 2018 in Pyeongchang gewann der Enforcer die Silbermedaille mit dem deutschen Olympiaaufgebot.

## Erfolge und Auszeichnungen
- 2006 DNL-Meister mit den Jungadler Mannheim
- 2007 DNL-Vizemeister mit den Jungadler Mannheim
- 2010 Deutscher Meister mit den Hannover Scorpions
- 2019 Deutscher Meister mit den Adler Mannheim

### International
- 2018 Silbermedaille bei den Olympischen Winterspielen

## Karrierestatistik

### International
Vertrat Deutschland bei:
| - U18-Junioren-Weltmeisterschaft 2007 - U20-Junioren-Weltmeisterschaft 2009 - Qualifikationsturnier für die Olympischen Winterspiele 2014 - Qualifikationsturnier für die Olympischen Winterspiele 2018 | - Weltmeisterschaft 2017 - Olympischen Winterspielen 2018 - Olympischen Winterspielen 2022 |

(Legende zur Spielerstatistik: Sp oder GP = absolvierte Spiele; T oder G = erzielte Tore; V oder A = erzielte Assists; Pkt oder Pts = erzielte Scorerpunkte; SM oder PIM = erhaltene Strafminuten; +/− = Plus/Minus-Bilanz; PP = erzielte Überzahltore; SH = erzielte Unterzahltore; GW = erzielte Siegtore; 1 Play-downs/Relegation; Kursiv: Statistik nicht vollständig)

## Sonstiges
Wolf gehört zu den meist bestraften Spielern der DEL-Geschichte und sammelte bis 2024 1.410 Strafminuten. (Stand 6. September 2024) Beim Playoff-Halbfinalspiel der Freezers gegen den ERC Ingolstadt am 8. April 2014, streckte er seinen Gegenspieler Benedikt Schopper unvermittelt mit mehreren Faustschlägen nieder. Im Gebiss von Schopper klaffte anschließend eine Lücke über sechs Zähne. Daraufhin wurde er für sieben Spiele gesperrt und konnte daher nicht für die Weltmeisterschaft 2014 nominiert werden. Weiterhin ermittelte die Staatsanwaltschaft gegen ihn wegen Körperverletzung. Im Laufe der Ermittlungen stellte sich heraus, dass Wolf durch seine Schläge eine Brücke ausgeschlagen hatte. Während der DEL-Playoffs 2023 wurde Wolf nach einem überharten Angriff auf den Ingolstädter Daniel Pietta für drei Spiele gesperrt und zu einer Geldstrafe in nicht bekannter Höhe verurteilt.